# Cestraeus
Cestraeus is een geslacht van straalvinnige vissen uit de familie van harders (Mugilidae).

## Soorten
- Cestraeus goldiei (Macleay, 1883)
- Cestraeus oxyrhyncus Valenciennes, 1836
- Cestraeus plicatilis Valenciennes, 1836